# Propstei Åland
Die Propstei Åland ist eine Propstei des Bistums Borgå der Evangelisch-Lutherischen Kirche Finnlands in Åland. Die Propstei wird seit 2019 von dem Pfarrer Benny Andersson geleitet.

## Gemeinden der Propstei Åland
Die Propstei Åland hat zehn Gemeinden:
| Gemeinde                                                      | Kirchen                                               | Bild | Webpräsenz                      |
| ------------------------------------------------------------- | ----------------------------------------------------- | ---- | ------------------------------- |
| Südliche-Åländer-Schären-Gemeinde (Föglö, Kökar und Sottunga) | Maria Magdalena (Föglö)                               |      | www.alandssodra.fi              |
| Südliche-Åländer-Schären-Gemeinde (Föglö, Kökar und Sottunga) | St. Anna (Kökar)                                      |      | www.alandssodra.fi              |
| Südliche-Åländer-Schären-Gemeinde (Föglö, Kökar und Sottunga) | Maria Magdalena (Sottunga)                            |      | www.alandssodra.fi              |
| Gemeinde Brändö-Kumlinge                                      | St. Jakob (Brändö)                                    |      | www.brandokumlingeforsamling.fi |
| Gemeinde Brändö-Kumlinge                                      | St. Anna (Kumlinge)                                   |      | www.brandokumlingeforsamling.fi |
| Gemeinde Eckerö                                               | St. Laurentius (Eckerö)                               |      | www.kyrktorget.se/eckero/       |
| Gemeinde Finström-Geta                                        | St. Michael (Finström)                                |      | www.finstromgeta.ax             |
| Gemeinde Finström-Geta                                        | St. Georg (Geta)                                      |      | www.finstromgeta.ax             |
| Gemeinde Hammarland                                           | St. Katharina (Hammarland)                            |      | www.kyrktorget.se/hammarland    |
| Gemeinde Jomala                                               | St. Olav (Jomala)                                     |      | www.jomala.evl.ax               |
| Gemeinde Lemland-Lumparland                                   | St. Birgitta (Lemland)                                |      | www.lemland-lumparland.evl.ax   |
| Gemeinde Lemland-Lumparland                                   | St. Andreas (Lumparland)                              |      | www.lemland-lumparland.evl.ax   |
| Gemeinde Mariehamn                                            | St. Georg (Mariehamn)                                 |      | www.mariehamnsforsamling.fi     |
| Gemeinde Mariehamn                                            | St. Martin (Mariehamn)                                |      | www.mariehamnsforsamling.fi     |
| Gemeinde Mariehamn                                            | Johanneskirche (Lemland) (wird nur im Sommer genutzt) |      | www.mariehamnsforsamling.fi     |
| Gemeinde Saltvik                                              | St. Maria (Saltvik)                                   |      | www.saltviksforsamling.ax       |
| Gemeinde Sund-Vårdö                                           | Johannes der Täufer (Sund)                            |      | sund-vardoforsamling.fi         |
| Gemeinde Sund-Vårdö                                           | St. Matthias (Vårdö)                                  |      | sund-vardoforsamling.fi         |